# Cinnamomum bejolghota
Cinnamomum bejolghota är en lagerväxtart som först beskrevs av Buch.-ham., och fick sitt nu gällande namn av Robert Sweet. Cinnamomum bejolghota ingår i släktet Cinnamomum och familjen lagerväxter. Utöver nominatformen finns också underarten C. b. jarainum.